# Picadillo a la habanera
El picadillo a la habanera, habanero o cubano es un plato típico de Cuba, cuyo ingrediente principal es carne picada de res sazonada con verduras y condimentos. No existe una receta única pues cada hogar lo cocina de manera diferente. Generalmente incluye papas cortadas en dados y fritas, cebolla, ajo, pimiento rojo y verde. Dependiendo de la cocinera, se agrega el tomate entero o en puré. El particular sabor de esta preparación viene dado por la adición de alcaparras y aceitunas, combinadas con el sabor dulce de las pasas, y los matices del vino y las especias. A veces se agregan ajíes para aportar un toque picante. Se sirve con tostones, ensalada, frijoles y/o arroz blanco como guarnición. Un plato similar es el picadillo a la criolla, que se diferencia por incluir salsa criolla y un huevo frito.
El picadillo, nombre que recibe en la isla la carne picada (que puede ser en sí mismo un plato), tiene su origen entre las clases humildes durante la época colonial, particularmente desde finales del siglo XVIII y principios del siglo XIX. Una de las primeras menciones al «picadillo habanero» se encuentra en el libro de cocina Carmencita o La buena cocinera (1899), de la puertorriqueña Eladia Martorell. El picar o moler la carne era una solución para aquellas familias que no tenían acceso a partes más nobles de la res, por lo que este plato se consideró por mucho tiempo como «cocina de aprovechamiento». De hecho, el picadillo que sobre se reutiliza para elaborar papas rellenas. En la actualidad, es considerado uno de los platos insignia de la gastronomía cubana, y particularmente de La Habana.